# Zwycięstwo (powieść)
Zwycięstwo (ang. Victory) – powieść Josepha Conrada opublikowana w 1915. Jeden z niewielu utworów, który przyniósł Conradowi sukces finansowy.
Pierwsze polskie tłumaczenie wydało w 1927 Wydawnictwo Zakładu Narodowego im. Ossolińskich, przekładu dokonała Aniela Zagórska.

## Historia wydania
W 1912 Conrad zaczął pisać nowelę, która miała nosić tytuł Dolary. Ostatecznie z tego tekstu powstały nowela Dla dolarów oraz powieść Zwycięstwo.
Sam Conrad napisał we wstępie o tytule powieści: „Teraz, gdy zbliża się chwila wydania książki, przyszło mi na myśl, czy nie należałoby zmienić tytułu. Słowo: zwycięstwo, wspaniały i tragiczny cel szlachetnych dążeń, wydało mi się zanadto wielkim i wzniosłym na nazwę zwykłej powieści. Mógł mnie ktoś także posądzić, że ze względów czysto handlowych usiłuję wmówić w publiczność, iż treść książki ma jakiś związek z wojną.”

## Fabuła
Samotny Szwed, Axel Heyst spędza większość czasu na odosobnieniu na tropikalnej wyspie. Kiedyś pracował dla firmy Tropical Belt Coal Company, ale gdy zmarł właściciel, Morrison, firma przeszła w stan likwidacji. Heyst wegetuje, na co dzień widując się z kilkoma tubylcami. W hotelu Schomberga spotyka Lenę, wędrowną muzyczkę i zabiera ją na swoją wyspę. W tym samym czasie do hotelu przybywa para hazardzistów i oszustów, Mr. Jones i Martin Ricardo. Usłyszawszy, że Heyst ma pieniądze, udają się na jego wyspę, udając rozbitków. Dochodzi do starcia, Heyst stawia czoła przestępcom, ale Lena zostaje zabita. Interweniujący kapitan Davidson, przybywa za późno.

## Recepcja
Andrzej Busza twierdzi, że zakończenie powieści jest „uderzająco podobne do ostatnich zdań Dziejów grzechu Stefana Żeromskiego”, którą powieść Conrad znał. Zdzisław Najder sugeruje, że być może pisarz nie robił tego świadomie, nie zdając sobie sprawy z zapożyczenia, tworząc w stanie, niezwyczajnej u niego, lekkości pisania. 
Maria Dąbrowska w Szkicach o Conradzie napisała o powieści:„Wszystkie namiętności i uczucia, w których grę zostają wciągnięci bohaterowie Zwycięstwa – oszczerstwo, żądza, chciwość, nienawiść; a z drugiej strony bezinteresowność, rycerskość, miłość i bohaterstwo – rozwijają się, płoną i umierają w sposób wiarygodny, pełny rewelacyjnych momentów, które jak błyskawica oświetlają nam tajemnice ludzkiego serca. Mistrzostwo z jakim temat został tutaj podjęty, przeprowadzony i wyczerpany, jest wprost nieporównane”.

## Ekranizacje
Powieść była wielokrotnie ekranizowana:
- Zwycięstwo (Victory, 1919, film niemy), reż. Maurice Tourneur, w rolach głównych Jack Holt, Seena Owen, Lon Chaney i Wallace Beery[7],
- Dangerous Paradise (1930), reż. William A. Wellman, w rolach głównych Nancy Carroll, Richard Arlen i Warner Oland[8],
- Niebezpieczny raj (1931, polsko-amerykański), reż. Ryszard Ordyński, w rolach głównych Maria Malicka, Adam Brodzisz i Bogusław Samborski[9],
- Victory (1940), reż. John Cromwell, w rolach głównych Fredric March, Betty Field i Cedric Hardwicke[10],
- Des Teufels Paradies (1987), reż. Vadim Glowna, w rolach głównych Jürgen Prochnow, Suzanna Hamilton, Sam Waterston[11],
- Zwycięstwo (Victory, 1995), reż. Mark Peploe, w rolach głównych Willemem Dafoe, Sam Neill, Irène Jacob i Rufus Sewell[12].